# توني شالمرز
توني شالمرز (بالإنجليزية: Tony Chalmers)‏ هو لاعب دوري الرغبي أسترالي، ولد في 9 ديسمبر 1964.